# 小行星7279
小行星7279（英語：7279 Hagfors）是一颗围绕太阳公转的小行星。1985年11月7日，愛德華·鮑威爾在可可尼诺县发现了此天体。
这颗小行星的绝对星等为1.71276等。